# Grand Prix Monaka 1979
Grand Prix Monaka 1979 (oficiálně XXXVII Grand Prix de Monaco) se jela na okruhu Circuit de Monaco v Monte Carlu v Monaku dne 27. května 1979. Závod byl sedmým v pořadí v sezóně 1979 šampionátu Formule 1.

## Kvalifikace
| Poř. | No. | Jezdec                 | Konstruktér        | Čas     |
| ---- | --- | ---------------------- | ------------------ | ------- |
| 1    | 11  | Jody Scheckter         | Ferrari            | 1:26.45 |
| 2    | 12  | Gilles Villeneuve      | Ferrari            | 1:26.52 |
| 3    | 25  | Patrick Depailler      | Ligier-Ford        | 1:27.11 |
| 4    | 5   | Niki Lauda             | Brabham-Alfa Romeo | 1:27.21 |
| 5    | 26  | Jacques Laffite        | Ligier-Ford        | 1:27.26 |
| 6    | 4   | Jean-Pierre Jarier     | Tyrrell-Ford       | 1:27.42 |
| 7    | 3   | Didier Pironi          | Tyrrell-Ford       | 1:27.42 |
| 8    | 30  | Jochen Mass            | Arrows-Ford        | 1:27.47 |
| 9    | 27  | Alan Jones             | Williams-Ford      | 1:27.67 |
| 10   | 20  | James Hunt             | Wolf-Ford          | 1:27.96 |
| 11   | 2   | Carlos Reutemann       | Lotus-Ford         | 1:27.99 |
| 12   | 9   | Hans-Joachim Stuck     | ATS-Ford           | 1:28.22 |
| 13   | 1   | Mario Andretti         | Lotus-Ford         | 1:28.23 |
| 14   | 7   | John Watson            | McLaren-Ford       | 1:28.23 |
| 15   | 29  | Riccardo Patrese       | Arrows-Ford        | 1:28.30 |
| 16   | 28  | Clay Regazzoni         | Williams-Ford      | 1:28.48 |
| 17   | 14  | Emerson Fittipaldi     | Fittipaldi-Ford    | 1:28.49 |
| 18   | 6   | Nelson Piquet          | Brabham-Alfa Romeo | 1:28.52 |
| 19   | 16  | René Arnoux            | Renault            | 1:28.57 |
| 20   | 15  | Jean-Pierre Jabouille  | Renault            | 1:28.68 |
| DNQ  | 18  | Elio de Angelis        | Shadow-Ford        | 1:28.70 |
| DNQ  | 8   | Patrick Tambay         | McLaren-Ford       | 1:29.53 |
| DNQ  | 17  | Jan Lammers            | Shadow-Ford        | 1:29.99 |
| DNQ  | 22  | Derek Daly             | Ensign-Ford        | 1:30.18 |
| DNPQ | 24  | Gianfranco Brancatelli | Merzario-Ford      | 1:38.15 |

## Závod
| Poř.   | No. | Jezdec                 | Konstruktér        | Počet kol | Čas/Odstoupení | Pořadí na startu | Body |
| ------ | --- | ---------------------- | ------------------ | --------- | -------------- | ---------------- | ---- |
| 1      | 11  | Jody Scheckter         | Ferrari            | 76        | 1:55:22.48     | 1                | 9    |
| 2      | 28  | Clay Regazzoni         | Williams-Ford      | 76        | + 0.44         | 16               | 6    |
| 3      | 2   | Carlos Reutemann       | Lotus-Ford         | 76        | + 8.57         | 11               | 4    |
| 4      | 7   | John Watson            | McLaren-Ford       | 76        | + 41.31        | 14               | 3    |
| 5      | 25  | Patrick Depailler      | Ligier-Ford        | 75        | Motor          | 3                | 2    |
| 6      | 30  | Jochen Mass            | Arrows-Ford        | 69        | + 7 kol        | 8                | 1    |
| Ret    | 6   | Nelson Piquet          | Brabham-Alfa Romeo | 68        | Převodovka     | 18               |      |
| NC     | 15  | Jean-Pierre Jabouille  | Renault            | 68        | + 8 kol        | 20               |      |
| Ret    | 26  | Jacques Laffite        | Ligier-Ford        | 55        | Převodovka     | 5                |      |
| Ret    | 12  | Gilles Villeneuve      | Ferrari            | 54        | Převodovka     | 2                |      |
| Ret    | 27  | Alan Jones             | Williams-Ford      | 43        | Řízení         | 9                |      |
| Ret    | 4   | Jean-Pierre Jarier     | Tyrrell-Ford       | 34        | Zavěšení       | 6                |      |
| Ret    | 9   | Hans-Joachim Stuck     | ATS-Ford           | 30        | Kolo           | 12               |      |
| Ret    | 5   | Niki Lauda             | Brabham-Alfa Romeo | 21        | Nehoda         | 4                |      |
| Ret    | 3   | Didier Pironi          | Tyrrell-Ford       | 21        | Nehoda         | 7                |      |
| Ret    | 1   | Mario Andretti         | Lotus-Ford         | 21        | Zavěšení       | 13               |      |
| Ret    | 14  | Emerson Fittipaldi     | Fittipaldi-Ford    | 17        | Motor          | 17               |      |
| Ret    | 16  | René Arnoux            | Renault            | 8         | Nehoda         | 19               |      |
| Ret    | 20  | James Hunt             | Wolf-Ford          | 4         | Převodovka     | 10               |      |
| Ret    | 29  | Riccardo Patrese       | Arrows-Ford        | 4         | Zavěšení       | 15               |      |
| DNQ    | 18  | Elio de Angelis        | Shadow-Ford        |           |                |                  |      |
| DNQ    | 8   | Patrick Tambay         | McLaren-Ford       |           |                |                  |      |
| DNQ    | 17  | Jan Lammers            | Shadow-Ford        |           |                |                  |      |
| DNQ    | 22  | Derek Daly             | Ensign-Ford        |           |                |                  |      |
| DNPQ   | 24  | Gianfranco Brancatelli | Merzario-Ford      |           |                |                  |      |
| Zdroj: |     |                        |                    |           |                |                  |      |

## Průběžné pořadí po závodě
Pohár jezdců
| Pořadí | Jezdec            | Body    |
| ------ | ----------------- | ------- |
| 1      | Jody Scheckter    | 30 (34) |
| 2      | Jacques Laffite   | 24      |
| 3      | Gilles Villeneuve | 20      |
| 4      | Patrick Depailler | 20 (22) |
| 5      | Carlos Reutemann  | 20 (25) |
| Zdroj: |                   |         |

Pohár konstruktérů
| Pořadí | Konstruktér   | Body |
| ------ | ------------- | ---- |
| 1      | Ferrari       | 54   |
| 2      | Ligier-Ford   | 46   |
| 3      | Lotus-Ford    | 37   |
| 4      | Tyrrell-Ford  | 15   |
| 5      | Williams-Ford | 10   |
| Zdroj: |               |      |